# Arsen Jesajan
Arsen Jesajan (orm. Արսեն Եսայան, ur. 1898 w Trabzonie, zm. 1938) – polityk Armeńskiej SRR.

## Życiorys
W lipcu 1917 wstąpił do SDPRR(b), od 1917 przewodniczył Kaukaskiemu Związkowi Studentów w Tbilisi i redagował miejscową gazetę "Nor Serund" ("Nowe Pokolenie"), był jednym z założycieli rewolucyjnej organizacji młodzieżowej "Spartak". Do 1919 uczył się w seminarium w Tbilisi, później prowadził działalność podziemną w Tbilisi, na Północnym Kaukazie, Krymie i w Batumi, w 1920 został przewodniczącym komitetu rewolucyjnego w mieście Nor Bajazet (obecnie Gawarr), 1921-1922 stał na czele powiatowego komitetu rewolucyjnego w Aleksandropolu (obecnie Giumri). W latach 1922–1927 był przewodniczącym Komitetu Wykonawczego Aleksandropolskiej Rady Powiatowej, 1928 kierował Zarządem Gospodarki Wodnej przy Radzie Komisarzy Ludowych Armeńskiej SRR i redagował gazetę "Chorurdain Hajastan" ("Radziecka Armenia"), od 1929 do 15 czerwca 1930 był przewodniczącym Najwyższej Rady Gospodarki Narodowej Armeńskiej SRR i jednocześnie zastępcą przewodniczącego Rady Komisarzy Ludowych Armeńskiej SRR. Od 29 stycznia 1929 do 24 maja 1930 był zastępcą członka Prezydium KC Komunistycznej Partii (bolszewików) Armenii, 1931-1932 zastępcą przewodniczącego Najwyższej Rady Gospodarki Narodowej ZFSRR, a 1932-1934 stałym przedstawicielem ZFSRR przy Radzie Komisarzy Ludowych ZSRR. W 1934 został I sekretarzem achtinskiego rejonowego komitetu KP(b)A, potem do 2 października 1935 był ludowym komisarzem przemysłu lokalnego Armeńskiej SRR i później przewodniczącym Zarządu "CHOK". Podczas wielkiej czystki został aresztowany, następnie skazany na śmierć i rozstrzelany.